# Nicétas de Byzance
 (janvier 2012).
Si vous disposez d'ouvrages ou d'articles de référence ou si vous connaissez des sites web de qualité traitant du thème abordé ici, merci de compléter l'article en donnant les références utiles à sa vérifiabilité et en les liant à la section « Notes et références ».
Pour les articles homonymes, voir Nicétas.
Nicétas de Byzance (en grec ancien Νικήτας Βυζάντιος) est un professeur et théologien byzantin du IXe siècle, auteur notamment de trois textes de controverse contre l'islam.
On ne sait à peu près rien de lui, sinon qu'il écrivit sous les règnes des empereurs Michel III (842-867) et Basile Ier (867-886). C'est à leur demande qu'il composa ses ouvrages. Selon la tradition, les théologiens du calife Jafar al-Mutawakkil (847-861) adressèrent à l'empereur Michel III une lettre par laquelle ils prétendaient réfuter les dogmes du christianisme - notamment celui de la Trinité - et l'empereur demanda à Nicétas de répondre. Il le fit par une lettre-traité intitulée Exposé systématique du dogme chrétien, et réponse à la lettre envoyée par les Agarènes à l'empereur Michel, fils de Théophile, mettant en doute la foi chrétienne. Les théologiens musulmans n'auraient pas été convaincus et auraient répondu par une deuxième lettre, à laquelle Nicétas fit une autre réponse : Réponse et réfutation de la seconde lettre envoyée par les Agarènes à l'empereur Michel, fils de Théophile, mettant en doute la foi chrétienne. En réalité, il est probable que les lettres des musulmans étaient fictives, rédigées par Nicétas lui-même.
L'ouvrage le plus important de Nicétas est un troisième traité intitulé Réfutation de la fausse Bible forgée par Mahomet l'Arabe (c'est-à-dire du Coran). Ce texte témoigne de sa grande culture philosophique, théologique et littéraire : en disciple d'Aristote, il reprend sa logique, sa psychologie, sa théorie sur les causes, le devenir, l'acte et la puissance, ainsi que les arguments sur l'existence de Dieu ; l'ouvrage révèle aussi sa parfaite connaissance de l'islam et du Coran, dont il présente une analyse d'ensemble et dont il donne la traduction grecque de nombreux passages, traduction d'ailleurs très correcte. Cependant, son parti-pris polémique le conduit souvent à des interprétations arbitraires ou fausses du texte qu'il prétend réfuter. La visée de polémique anti-musulmane de son œuvre l'amène d'autre part à présenter la doctrine chrétienne d'une manière très originale.
Ces traités de Nicétas ont nourri les argumentaires anti-musulmans à Byzance jusqu'au XIVe siècle, époque à laquelle le genre fut renouvelé. Il est également l'auteur d'un texte de controverse contre l'Église arménienne (Réfutation de la lettre du roi d'Arménie) : il s'agit d'une réponse à une lettre du roi Achot Ier d'Arménie, après le concile de Chirakavan, dont on possède également une réfutation par le patriarche Photios.
Les textes de Nicétas de Byzance sont reproduits dans le volume 105 de la Patrologia Graeca.